# Pays d'Uzerche
Le pays d'Uzerche est un pays traditionnel de France situé dans le Limousin historique, en région Nouvelle-Aquitaine, à l'ouest du département de la Corrèze.

## Géographie

### Situation
Cette région est située autour de la ville d'Uzerche de part et d'autre du cours moyen de la Vézère.
Les régions naturelles voisines sont, au nord le Pays de la Vienne, au nord-est la Montagne limousine, au sud-est le Pays de Tulle, au sud le Bassin de Brive et à l'ouest le Nontronnais.